# Selenofosfat sintetasa 2
La selenofosfat sintetasa 2 (SEPHS2) (EC 2.7.9.3), és un enzim de natura proteica codificat pel gen humà del cromosoma 16 amb el mateix nom. El pseudogèn del locus del SPS2 s'ha identificat al cromosoma 5.
Aquest enzim és un component molt important en la biosíntesi de la selenocisteïna (Sec), coneguda com a aminoàcid 21, que s'incorpora de manera translacional a les selenoproteïnes dels mamífers dels codons UGA de marc que normalment indiquen la terminació de la traducció. La seva importància és deguda al fet que catalitza la producció de monoselenofosfat (MSP) a partir de selenur i adenosinatrifosfat (ATP), molècula que actua com a donant de seleni necessari per a la síntesi d'aquest aminoàcid.
En càncers, sobretot en càncer de mama, la freqüència de selenofosfat sintetasa 2 augmenta ja que això produeix un augment o disminució de la selenoproteïna que pot induir un fenotip de càncer.
Se situa al citoplasma cel·lular i s'expressa preferentment en teixits implicats en la síntesi de selenoproteïnes i en llocs de desenvolupament de cèl·lules sanguínies.

## Propietats
Les propietats més importants de la selenofosfat sintetasa 2 inclouen:
- Grandària: El pes molecular de la SPS2 és de 47,305 kilodaltons i té 448 aminoàcids.
- Conté 6606 àtoms i la seva fórmula química és {\displaystyle {\ce {C2066H3307N577O631S24Se1}}}
- El seu pH òptim teòric és 5,6 (sense tenir en compte les modificacions posttraduccionals).
- La seva vida mitjana estimada és de 4,4 hores en cèl·lules de mamífers.

## Estructura

### Estructura primària
La selenofosfat sintetasa 2 es tracta d'una proteïna monomèrica amb funció enzimàtica i, per tant, està formada per una única cadena polipeptídica, en aquest cas de 448 aminoàcids. El pes molecular aproximat d'aquest enzim és de 47,305 kilodaltons i la seva estructura primària és la següent:

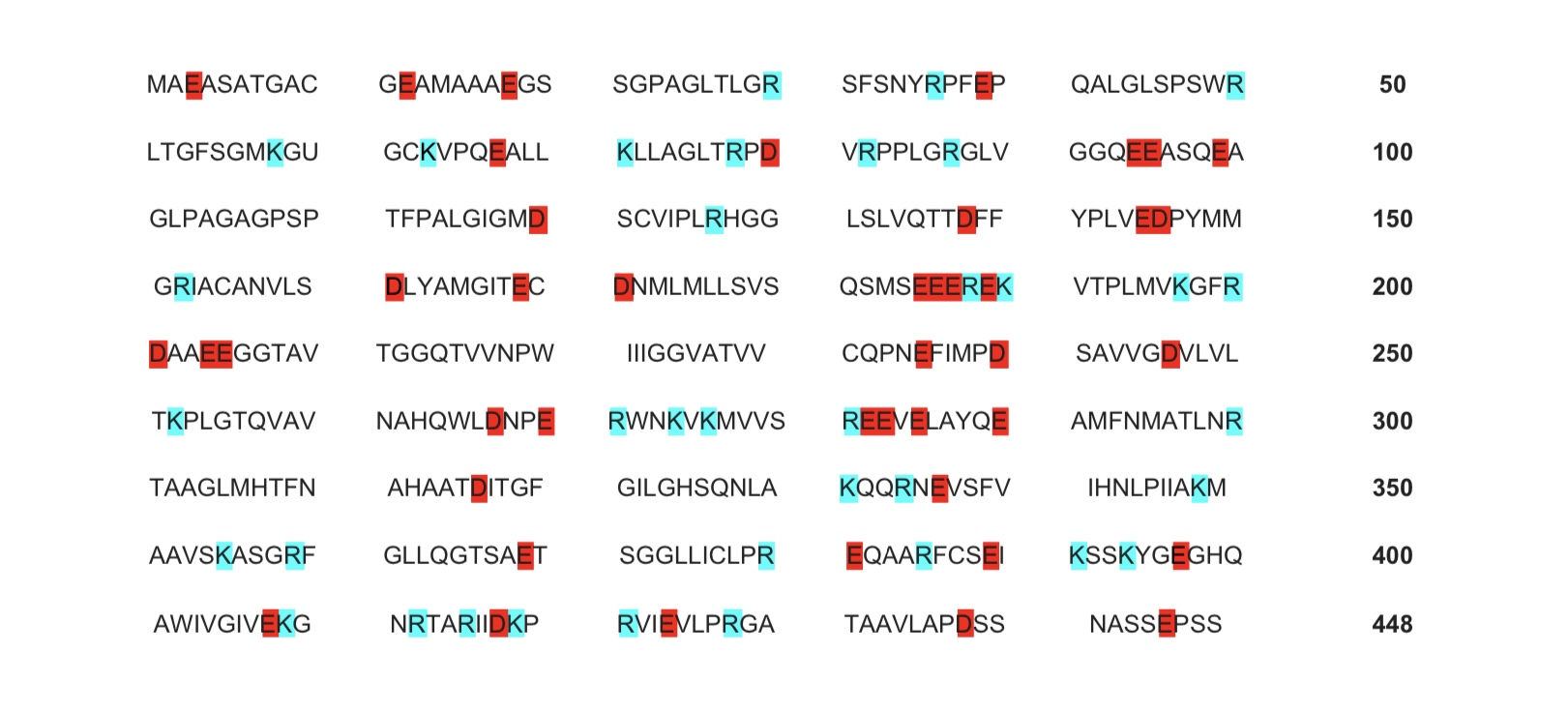
Estructura primària de la selenofosfat sintetasa 2

La seva seqüència està caracteritzada per 27 prolines, 48 glicines, 43 residus carregats negativament marcats de color vermell i 36 residus carregats positivament marcats de color cian.
La comparació de les estructures primàries entre la selenofosfat sintetasa 1 i la selenofosfat sintetasa 2 mostra que tenen el 75% de la seqüència d'aminoàcids idèntica.

### Estructura secundària
Quant a l'estructura secundària, existeixen tres regions diferenciades. La regió N-terminal (1-40) i la regió C-terminal (428-448) estan totalment desordenades i prenen una conformació a l'atzar a l'espai. La regió central (41-427) és més diversa i presenta 9 hèlixs alfa marcades en vermell, 13 làmines beta marcades en groc i 3 310-hèlixs marcades en cian. Aquesta zona també presenta regions desordenades tot i que representen una part molt minoritària i són bàsicament els punts d'unió entre les diferents estructures. L'estructura secundària de l'enzim és la següent:

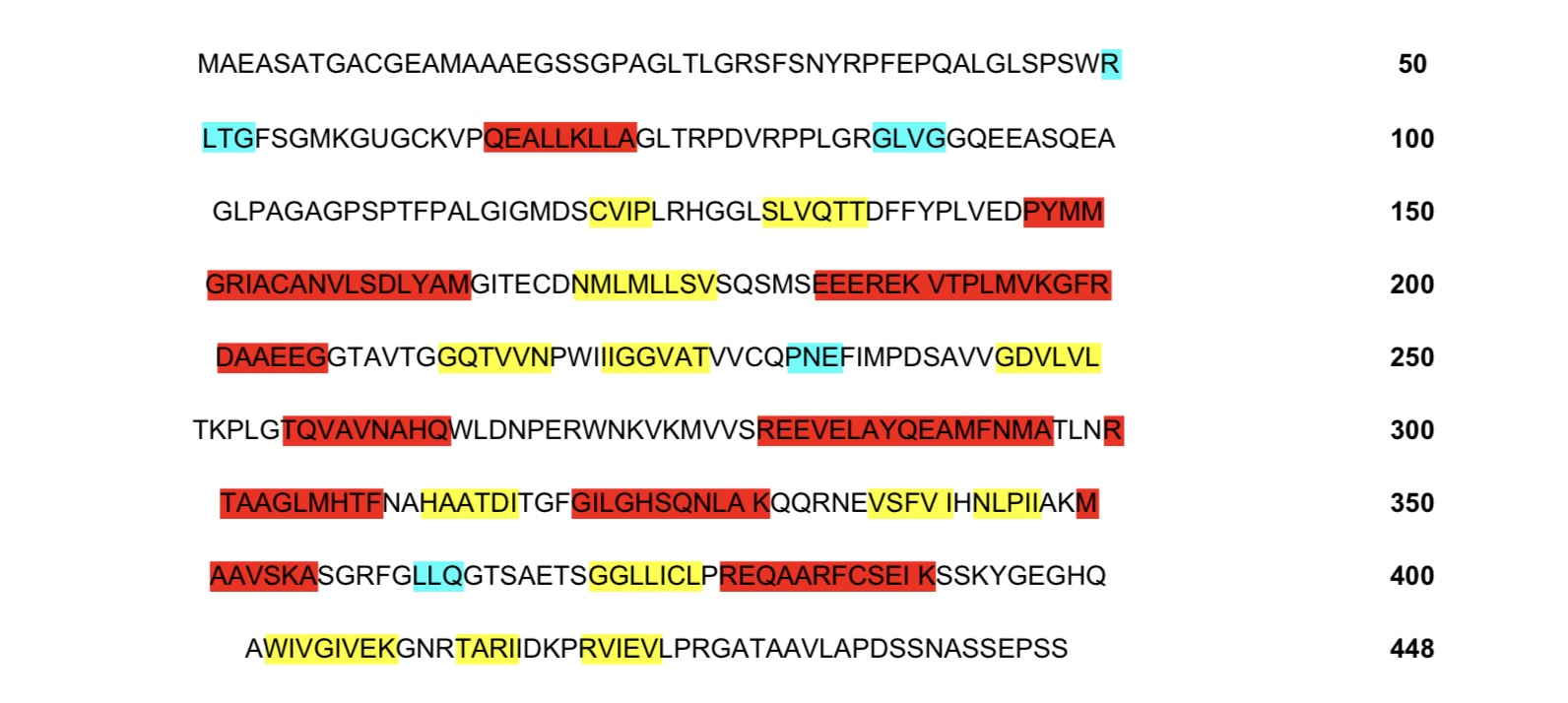
Estructura secundària de la selenofosfat sintetasa 2

La comparació de les estructures secundàries entre la selenofosfat sintetasa 1 i la selenofosfat sintetasa 2 mostra que tant les hèlixs alfa com les làmines beta són prou conservades i semblants al llarg de les seqüències, els pocs canvis existents són només de llargada.

### Estructura terciària
En quant a estructura terciària, no s'ha pogut determinar experimentalment la trajectòria global de la seva cadena polipeptídica però té una alta propensió a plegar-se en forma globular. L'estructura terciària estimada de la SEPHS2 és la següent amb les hèlixs alfa i 310-hèlixs marcades en vermell i les làmines beta marcades en groc: 

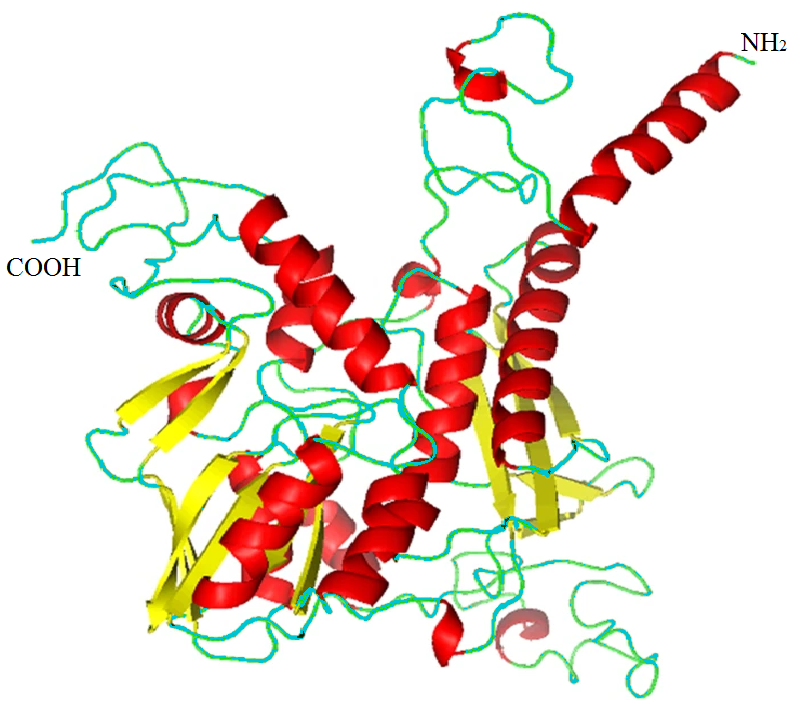
Estructura terciària de la Selenofosfat sintetasa 2

També presenta regions desordenades sense una estructura fixa com es pot observar en la imatge.

### Modificacions posttraduccionals
Les modificacions posttraduccionals són molt importants en els enzims per variar la seva activitat enzimàtica i especialment en les regions desordenades. Segons l'anàlisi de la seva seqüència, la selenofosfat sintetasa conté:
- 31 llocs de fosfoliració,[14] quatre situats als aminoàcids 33, 46, 97 i 109.[15]
- 1 lloc de sulfatació a l'aminoàcid 395.[16]
- 1 lloc de glicosilació lligada a N a l'aminoàcid 299 i 5 llocs de glicosilació lligada a O als aminoàcids 52, 77, 431, 440 i 443.[17]

## Paper al càncer
S'ha demostrat que l'expressió de selenofosfat sintetasa 2 té un paper important en el càncer, sobretot, en el càncer de mama.
Hi ha evidència que un augment de l'expressió de selenoproteïnes pot significar la prèsencia un fenotip de càncer, pero el paper de les selenoproteïnes en la carcinogènesi i els seus mecanismes d'acció i regulació continuen sense ser del tot clars.
Aquesta relació directa es deu a què la selenofosfat sintetasa 2, és essencial per a la supervivència de les cèl·lules canceroses, però no normals. La SEPHS2 és necessària a les cèl·lules canceroses per desintoxicar el selenur, un intermediari que es forma durant la biosíntesi de la selenocisteïna. Les cèl·lules canceroses mamàries i d'altres són selenofíliques, a causa d'una funció secundària de l'antiportador de cistina / glutamat SLC7A11 que promou l'absorció de seleni i la biosíntesi de selenocisteïna, que, en permetre la producció de selenoproteïnes com GPX4, protegeix les cèl·lules contra la ferroptosi. No obstant això, aquesta activitat també es converteix en una responsabilitat per a les cèl·lules canceroses perquè el selenur és verinós i ha de ser processat per SEPHS2. En conseqüència, els nivells de SEPHS2 s'eleven en mostres de persones amb càncer de mama i la pèrdua de SEPHS2 impedeix el creixement de xenoinjerts ortotòpics de tumor mamari.
La participació de selenofosfat sintetisa 2 en el càncer es va estudiar segons dades de TCGA mitjançant CbioPortal.
Més concretament, als càncer de mama triple-negatius (TNBC). Es va poder detectar que els nivells de SEPH2 eren més alts en els teixits mamaris de pacients amb càncer de mama TNBC que en els teixits mamaris normals. Les mostres de teixits TNBC van ser immunoreactives per SEPHS2 demostrant així, que un augment de l'expressió o dels nivells de l'enzim està associat amb un major grau de malignitat en els pacients amb TNBC. Al mateix temps, els resultats de l'estudi, suggereixen que l'augment de l'expressió de SEPHS2 està associat amb un augment de la malignitat del càncer en els pacients amb TNBC. per tant no només s'estableix una relació directa entre la quantitat d'aquest enzim i la presència d'un tumor, sinó que també, com a mínim al cas del càncer de mama, está directament relaciont amb la malignicitat d'aquest.
A més d'això, s'ha pogut comprovar que l'expressió de SEPHS2 augmenta significativament en els teixits del càncer gàstric i del para-carcinoma, donant indicis sobre com la futura comprensió de la proteïna podria contribuir a la trobada de nous tractaments oncològics. En la investigació dels efectes del seleni sobre l'expressió gènica s'ha descobert que en una línia cel·lular d'adenocarcinoma de còlon humà (Caco-2), el miR-185 tenia un paper en la regulació superior de l'expressió de SEPHS2 en el manteniment de la síntesi de selenoproteïnes.

## Ús com a biomarcador
Les selenoproteïnes es poden secretar i detectar a la sang. El plasma sanguini i les seves proteïnes són una font ideal de biomarcadors, ja que representen una informació gairebé immediata de l'estat fisiopatològic d'un pacient en un moment determinat. De fet, les anomenades biòpsies líquides permeten un seguiment dinàmic amb una visió del procés d'evolució clonal espacial i temporal del tumor, inclosa la resistència secundària al tractament, que és negada per la invasivitat de les biòpsies de teixits. La tiorredoxina reductasa 1 (TrxR1), una selenoproteïna nuclear i citoplasmàtica, té associats els seus nivells sèrics amb un mal pronòstic en càncer de pulmó. Si se demostra la possible secreció citoplasmàtica de la SEPHS2, podrien atribuir-se-li usos similars pel marcatge i detecció de tipus de càncer concrets.